# Collin Walcott
Collin Walcott (Nueva York, 24 de febrero de 1945 - Magdeburgo, 8 de noviembre de 1984) fue un percusionista estadounidense, especializado además en el sitar, instrumento que estudió con destacados maestros de la música tradicional de la India como Ravi Shankar y Vasant Rai.

## El Jazz y la World Music
Collin contribuyó decisivamente en la difusión del sitar en la cultura occidental. Fue pionero en dar a conocer la llamada world music y en acercar el sitar a la música de jazz, haciendo sus aportaciones a destacados grupos y músicos de jazz como Oregón o Miles Davis entre otro muchos. Walcott estudió música y etnomusicología en Indiana University en Bloomington, Indiana, y en la University of California en Los Ángeles. Aunque es más conocido por su arte con la tabla y el sitar, Collin Walcott dominaba otros instrumentos como clarinete, violín, guitarra, piano, percusión, marimbas, etcétera. Fue miembro del Paul Winter Consort y de grupos como Oregon (con Ralph Towner, Paul McCandless y Glen Moore) y Codona (con Don Cherry y Naná Vasconcelos).
Walcott murió en un accidente automovilístico en Alemania Oriental, durante una gira musical con el grupo Oregon.

## Discografía

### Álbumes como líder
Collin Walcott:
- Cloud Dance CD (1976) ECM 1062 825 469-2
- Grazing Dreams CD (1977) ECM 1096 78118-21096-2
- Works (compilation) CD (1994) ECM 78118-20276-2

Codona (Collin Walcott, Don Cherry & Naná Vasconcelos):
- Codona CD (1979) ECM 1132 78118-21132-2
- Codona 2 CD (1981) ECM 1177 78118-21177-2
- Codona 3 CD (1983) ECM 1243 78118-21243-2

### Acompañante
David Amram:
- Subway Night LP (1973) RCA Victor LSP-4820

Irwin Bazelon:
- The Music of Irwin Bazelon CD (1974) CRI CD 623

Bobby Callender:
- Rainbow CD (1968) Big Beat CDWIKD 179

Don Cherry:
- Hear & Now CD (1976) Eastwin AMCY-1283

Larry Coryell:
- The Restful Mind CD (1975) Universe 33

Cosmology:
- Cosmology LP (1977) Vanguard VSD 79394

David Darling:
- Cycles CD (1982) ECM 1219 78118-21219-2

Miles Davis:
- On The Corner CD (1972) Columbia CK 53579

Steve Eliovson:
- Dawn Dance CD (1981) ECM 1198 829 375-2

Rachel Faro:
- Refugees LP (1974) RCA Victor CPL1-0689

Cyrus Faryar:
- Cyrus CD (1971) Elektra AMCY 2831
- Islands CD (1973) Elektra AMCY 2832

Egberto Gismonti:
- Sol Do Meio Dia CD (1978) ECM 1116 78118-21116-2

Tim Hardin:
- Bird on a Wire CD (1971) Columbia CK 30551

Richie Havens :
- Richard P. Havens (1983) CD 1969 Polydor 835 212-2

Dave Liebman:
- Drum Ode CD (1974) ECM 1046

Alan Lorber Orchestra:
- The Lotus Palace CD (1967) Big Beat Records CDWIKD 172

Meredith Monk :
- Our Lady of Late CD (1973) Wergo Spectrum SM 1058-50
- Key CD (1977) Lovely Music LCD 1051
- Dolmen Music CD (1981) ECM 1197 78118-21197-2
- Turtle Dreams CD (1983) ECM 1240 78118-21240-2

Oregon:
- Our First Record CD (1970) Universe 42
- Music of Another Present Era CD (1973) Vanguard VMD-79326
- Winter Light CD (1974) Vanguard VMD 79350
- Distant Hills CD (1974) Vanguard VMD-79341
- In Concert CD (1975) Universe 25
- Together (w/Elvin Jones) CD (1976) Universe 9
- Friends CD (1977) Vanguard 79370-2
- Out of the Woods CD (1978) Discovery 71004
- Violin CD (1978) Universe 40
- Moon and Mind CD (1979) Vanguard VMD 79419
- Roots in the Sky CD (1979) Discovery 71005
- In Performance CD (1980) Wounded Bird Records 304
- Oregon CD (1983) ECM 1258 811 711-2
- Crossing CD (1985) ECM 1291 78118-21291-2

Orpheus (compilation):
- The Best of Orpheus CD (1967) Big Beat Records CDWIK2 143

Jim Pepper:
- Comin' and Goin' CD (1983) Rykodisc RCD 10001

Vasant Rai:
- Spring Flowers CD (1976) Universe 45
- Autumn Song CD (1978) Universe 45

The Rainbow Band:
- The Rainbow Band LP (1971) Elektra 74092

Alla Rakha Khan:
- Tabla Solo LP (1977) Vanguard VSD 79385

Buddy Rich:
- Rich a la Rakha CD (1968) Beat Goes On 528

Stephen Roane:
- Portraits (compilation) CD (1980) Mothlight Music 3801

Tony Scott:
- Music For Yoga Meditation And Other Joys CD (1968) Verve 835 371-2
- Tony Scott CD (1970) Verve 145902

Kathy Smith (Kathleen Smith):
- Some Songs I've Saved LP (1970) Stormy Forest SFS 6003

Titos Sompa:
- Yao! Titos Sompa with the Tanawa Dance Company LP (1978) Vanguard VSD 79415

Ralph Towner with Glen Moore:
- Trios Solos CD (1972) ECM 1025 78118-21025-2

U2:
- Pop (1997) Island Polygram 314-524 334-2

Various Artists (Chamaeleon Church) - compilation:
- Family Circle Family Tree CD (1968) Big Beat 146

Barry Wedgle:
- Kake LP (1982) Wonderful World Records 1201

Elyse Weinberg:
- Elyse CD (1968) Orange Twin OTR 001

Paul Winter Consort:
- Road CD (1970) A&M CD 0826
- Icarus CD (1972) CBS Epic EK 31643